# Jonas Korenka

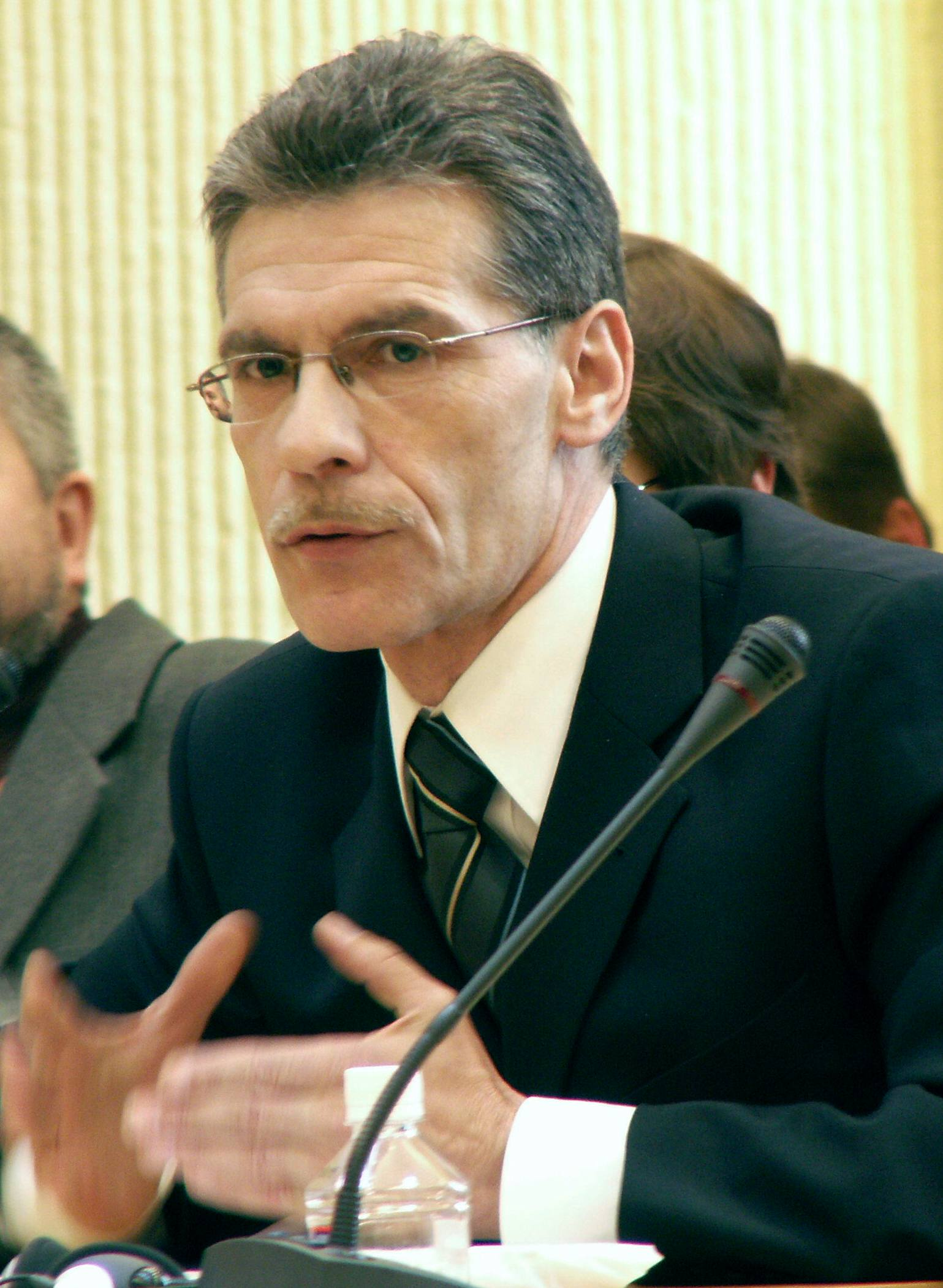
Jonas Korenka (2006)

Jonas Korenka (* 11. Februar 1956 in Plungė; † 17. Dezember 2019 in Vilnius) war ein litauischer Theaterregisseur und Politiker.

## Leben
Nach dem Abitur 1974 an der Mittelschule absolvierte er 1982 das Studium der Regie an der Abteilung Klaipėda der Lietuvos valstybinė konservatorija, 1988 bildete er sich weiter in Moskau. 2003 absolvierte er das Masterstudium der Regie an der Klaipėdos universitetas.
Von 1982 bis 1993 war er Regisseur im Volkstheater Rokiškis, von 1987 bis 1991 lehrte er an der Kulturschule Rokiškis. Von 1993 bis 2000 war er Direktor und Kunstleiter des Theaters. Von 1997 bis 2003 war er Mitglied im Rat der Rajongemeinde Rokiškis.
Von 2000 bis 2004 war er Mitglied im Seimas. Ab 2005 arbeitete er bei Lietuvos nacionalinis dramos teatras als stellv. Generaldirektor für Marketing.
Von 1997 bis 2003 war er Mitglied von Lietuvos socialdemokratų partija.